# Lăng tẩm hoàng gia Minh – Thanh
Lăng tẩm hoàng gia Minh – Thanh (giản thể: 明清皇家陵寝; phồn thể: 明清皇家陵寢; bính âm: Míng Qīng Huángjiā Língqǐn) là quần thể các lăng tẩm, địa điểm chôn cất được UNESCO công nhận là Di sản thế giới. Những lăng tẩm này có từ triều đại nhà Minh, nhà Hậu Kim và nhà Thanh của Trung Quốc.
Những địa điểm đầu tiên được đưa vào danh sách vào năm 2000 gồm có Thanh Tây lăng, Thanh Đông lăng nằm ở tỉnh Hà Bắc và Minh Hiển lăng ở tỉnh Hồ Bắc. Sau những lần mở rộng vào năm 2003 và 2004 thì các địa điểm khác như Thập Tam lăng (Bắc Kinh); Minh Hiếu lăng (Giang Tô); Thanh Phúc lăng, Thanh Chiêu lăng, Thanh Vĩnh lăng (Liêu Ninh) được đưa vào danh sách. Đây là nơi chôn cất của các vị hoàng đế nhà Minh và Thanh cùng tổ tiên của họ. Những lăng mộ này có trang trí phong phú của tượng đá, chạm khắc, gạch với họa tiết rồng minh họa cho sự phát triển của kiến trúc lăng mộ nhà Minh và Thanh. Nhiều công trình là sự kết hợp của sự kế thừa truyền thống các triều đại trước với các tính năng mới của người Mãn.

## Các địa điểm
Dưới đây là các địa điểm của Lăng tẩm hoàng gia Minh – Thanh được UNESCO công nhận là Di sản thế giới cùng với năm nó được đưa vào.

### Bắc Kinh
- Minh Thập Tam lăng (2003): Đây là nơi chôn cất 13 vị hoàng đế nhà Minh từ 1368–1644

### Liêu Ninh
- Thịnh Kinh Tam lăng (2004): Tại đây có 3 lăng mộ Nhà Hậu Kim là:
  - Thanh Phúc lăng: Là nơi chôn cất Nỗ Nhĩ Cáp Xích cùng Hiếu Từ Cao Hoàng hậu
  - Thanh Chiêu lăng: Là nơi chôn cất của Hoàng Thái Cực, Hiếu Đoan Văn Hoàng hậu và Hiếu Trang Hoàng Thái hậu
  - Thanh Vĩnh lăng: Là lăng mộ tổ tiên của Nỗ Nhĩ Cáp Xích

### Hà Bắc
- Thanh Đông lăng (2000): Là nơi chôn cất của 5 vị hoàng đế nhà Thanh là Thuận Trị, Khang Hi, Càn Long, Hàm Phong và Đồng Trị
- Thanh Tây lăng (2000): Là nơi chôn cất của 5 vị hoàng đế nhà Thanh là Ung Chính, Gia Khánh, Đạo Quang, Quang Tự và Phổ Nghi

### Giang Tô
- Minh Hiếu lăng (2003): Là lăng mộ của Minh Thái Tổ Chu Nguyên Chương và vợ ông là Mã hoàng hậu

### Hồ Bắc
- Minh Hiển lăng (2000): Là lăng mộ của thân phụ và thân mẫu hoàng đế Minh Thế Tông.